# Westfalen
Il Westfalen, Westfale o Westfalia (o cavallo della Vestfalia) è una razza equina molto antica già esistente nel periodo medievale, utilizzata a scopo militare. È un cavallo a sangue caldo allevato nella regione della Vestfalia della Germania occidentale. Questo animale si presenta molto forte e atletico con ottime prestazioni nelle gare di attacchi, nel salto ad ostacoli, nel dressage e nel completo. È la seconda razza più allevata in Germania dopo l'Hannover dal quale si differenzia soltanto per la corporatura più robusta e solida.

## Storia
Le radici di questa razza risiedono nel Settecento, quando la nobiltà tedesca stabilì diversi programmi di allevamento per migliorare le scorte di cavalli tedeschi, creando diversi perni di proprietà statale che furono mantenuti a beneficio dei cittadini tedeschi. Nell'Ottocento la forma del moderno Westfaliano cominciò a emergere nello stallone di Warendorf, nella Germania occidentale. Questi cavalli erano originariamente allevati come animali da lavoro, testati in sella e in attività agricole.
Nel 1888 fu istituito un libro genealogico del Westfalia. I cavalli che soddisfano lo standard di razza sono marchiati ai puledri con lo stemma della Westfalia. Con i cambiamenti culturali del ventesimo secolo, la domanda è cambiata di nuovo, questa volta concentrandosi sui cavalli adatti esclusivamente per l'equitazione. Gli allevatori cambiarono le loro tattiche, incorporando il sangue di Hannover per alleggerire la struttura del Westfalia. Durante questo periodo, i registri originali degli stalloni furono distrutti, ma gli allevatori dedicati si affidarono alla memoria e fornirono spunti e indicazioni sulla scelta della cavalla e dello stallone per aiutare a preservare la razza. Nel 1946 iniziarono di nuovo le ispezioni sulle razze e gli allevatori del Westfalia si concentrarono sulla produzione di cavalli che fossero altamente cavalcabili e atletici.

## Morfologia
La razza è nota per la sua forza, agilità e intelligenza. I Westfaliani sono spesso usati nel dressage, nel salto ostacoli e negli eventi da tre giorni. Alcune delle caratteristiche significative del cavallo della Vestfalia includono:
- Una corporatura forte e muscolosa
- Una disposizione intelligente e volenterosa
- Grande forza e agilità
- Ottima capacità nel salto e dressage

Mantello: i più diffusi sono baio, baio scuro, sauro e morello, mentre più raro è il grigio. Frequenti sono le marcature bianche su arti e capo la testa è molto espressiva, di media lunghezza, a profilo rettilineo e si presenta relativamente leggera. Le altre parti del corpo:
- Occhi: vivaci e grandi

- orecchie: lunghe e ben dirette
- narici: ampie
- collo: si presenta muscoloso e lungo, ben attaccato alla testa e ben inserito sul tronco
- garrese: è pronunciato e la linea dorso - lombare è diritta e lunga.
- groppa: ampia e arrotondata con l'attacco della coda alto
- spalle: muscolose, forti e inclinate
- petto: ben sviluppato e aperto
- torace: possiede costole lunghe e arrotondate, è possente e profondo
- arti: sono ben proporzionati al resto del corpo, molto solidi
- avambracci: sono di media lunghezza, muscolosi e ben inseriti nelle spalle
- stinchi: brevi con forte struttura ossea.
- garretti: asciutti, dotati di una notevole spinta elastica e nel complesso ben conformati
- tendini: sono robusti e ben staccati
- piedi: sono di forma arrotondata, sono aperti nei talloni, con unghia resistente ed elastica.

## Allevamento
L'associazione degli allevatori è stata istituita nel 1826, ma il primo libro genealogico fu fondato nel 1888, e l'anno successivo furono effettuate le prime valutazioni di stalloni e fattrici . Come regola generale, per essere considerati per l'ingresso nel libro genealogico, i cavalli devono essere sani, senza segni di difetti genetici o fisici, e in genere hanno collo lungo, garrese muscolari alti, spalle inclinate e teste intelligenti. È accettabile un vasto assortimento di colori, con molti Westfaliani che sono baio, morello, grigio, sauro.
Il cavallo della Westfalia è ben nota per avere andature naturalmente elastiche. Come altri sangue caldo tedeschi, questi cavalli sono molto ben temperati, si allenano bene e si comportano in modo affidabile sotto la sella.
La razza si è evoluta da animale da lavoro, a cavallo sportivo, con un osso più fine rispetto ai suoi predecessori, e questi cavalli sono allevati per essere naturalmente amichevoli e atletici. Queste ispezioni divennero la caratteristica distintiva della Westfalia, come avevano fatto per altri sangue caldo. Agli allevatori delle migliori puledre è stato assegnato un premio o un premio come incentivo a mantenere un allevamento di alta qualità nella regione. Solo i migliori puledri maschi, che più si avvicinavano a ciò che gli allevatori locali volevano in un cavallo, potevano diventare stalloni da riproduzione. I primi test di performance si tennero nel 1905: gli stalloni dovevano non solo adattarsi a un modello di allevamento, ma anche dimostrare il loro valore sotto la sella e davanti all'aratro.
La seconda guerra mondiale distrusse tutti i vecchi registri genealogici che erano stati conservati con tanta cura. La successiva valutazione della cavalla non si tenne fino al 1946, quando fu implementato un nuovo obiettivo di allevamento: un cavallo da sella. Nel giro di 30 anni, questo nuovo obiettivo si stava concretizzando: il test dei 100 giorni fu implementato nel 1982 e un vestfaliano, Ahlerich, vinse l'oro nel dressage alle Olimpiadi di Los Angeles del 1984.
Nell'ultimo decennio, altri registri hanno suddiviso il loro ceppo riproduttivo in tipo saltatore e tipo dressage , il verbo della Westfalia resiste alla specializzazione. Invece, i Westfaliani sono allevati per essere ad elevata cavalcabilità e capacità di salto, per un mercato per lo più di dilettanti che apprezzano cavalli versatili e piacevoli.
Come gli altri “sangue caldo” tedeschi non è una razza pura, il libro genealogico non è chiuso: nell'allevamento statale di Warendorf ci sono stalloni Purosangue Inglese, Hannover e Westfalia. Oggi il Westfalia è una delle razze migliori da competizione. Il campione più grande è stato Roman, campione mondiale di salto nel 1978. Nel 1982 un altro Westfalia, Fire, ha vinto il medesimo titolo. Nei Giochi Olimpici nel 1984, Ahleric ha vinto la medaglia d'oro individuale e quella a squadre nel dressage. Il successo della razza è dovuto ai rigorosi metodi di selezione applicati a un gran numero di cavalli. Come cavallo sportivo, il Westfaliano può essere utilizzato in competizioni come eventi di tre giorni, salto ostacoli e dressage. Ad alcune persone piace anche usarli nel campo di caccia, sfruttando la loro intelligenza, atletismo e buona natura. Un Westfaliano ben addestrato è adatto a cavalieri con una vasta gamma di livelli di abilità, anche se i cavalli ovviamente si esibiranno meglio con cavalieri esperti. Per i giovani cavalieri che considerano il perseguimento degli sport equestri come una carriera, un Westfaliano può essere un compagno prezioso e affidabile.

## Attività e discipline
I cavalli di Razza Westfalia vengono impiegati negli sport equestri e si distinguono per particolari abilità nelle discipline di equitazione da diporto, nel salto ostacoli e nel dressage.
Tra gli esemplari di questa razza troviamo dei campioni olimpici a partire dal 1980. Nella disciplina di dressage il primo campione nel 1984 fu Ahlerich che vinse la medaglia d'oro individuale e a squadre alle olimpiadi di Los Angeles.
Alle Olimpiadi di Seoul del 1988 l'oro nel dressage individuale fu vinto da Rembrandt (da Romadour II), che con Ahlerich faceva parte della squadra tedesca di dressage medaglia d'oro, mentre Pikeur Pedro (da Pilot) faceva parte della squadra tedesca di salto medaglia d'oro che anno. Nel 1992 Rembrandt vinse di nuovo l'oro nel dressage individuale, mentre il compagno di squadra Goldstern (di Weinberg) vinse il bronzo. I due cavalli facevano parte della squadra tedesca di dressage medaglia d'oro a Barcellona. Alle Olimpiadi di Atlanta nel 1996, Goldstern e Durgo (di Degen) facevano entrambi parte della squadra di dressage tedesca medaglia d'oro. Più recentemente, Farbenfroh (di Freudentanzer) è stato membro della squadra tedesca di dressage medaglia d'oro alle Olimpiadi di Sydney del 2000.

### Dressage
La razza Westfalen è molto apprezzata nelle attività di dressage sin dalle tenera età (a partire da 3 anni).
Cavalli con più meriti in questa disciplina:
- Rembrandt è il cavallo più famoso dei Vestfalia, il primo cavallo a vincere due medaglie d'oro olimpiche individuali consecutive di Dressage nel 1988 e nel 1992 sotto la sella di Nicole Uphoff. Rembrandt durante la sua carriera ha vinto 21 medaglie d'oro.
- Ahlerich cavallo molto significativo nella storia del dressage, vinse nel 1984 medaglia d'oro olimpica con Reiner Klimke.
- Ganimedes era un famoso cavallo da dressage, cavalcato da Monica Theodorescu
- Goldsternb anch'esso famoso cavallo da dressage cavalcato da Klaus Balkenhol.

Damon Hill è un cavallo che ha vinto la medaglia d'argento a squadre alle Olimpiadi estive del 2012 e poi quella individuale ai Giochi equestri del 2014.
Nel ottobre 2018, il Westfaliano è il terzo libro genealogico di maggior successo nelle competizioni di dressage dopo il KWPN e l'Hannoverian , secondo la valutazione del WBFSH.
Nel 2004, durante la prima classifica WBFSH pubblicata, anche il Westfaliano si è classificato terzo; lo stesso vale nel 2014.

#### Salto ad ostacoli
Cavalli con più meriti in questa disciplina:
- Fire è campione del mondo di salto ostacoli nel 1978
- Priamos cavalcato da D. Hafemeister
- Showtime cavalcato da Nick Skelton
- Panima cavalcata da Otto Becker
- Corso cavalcato dello svizzero Willi Melliger